# DJI Avata
Die DJI Avata ist eine ferngesteuerte kompakte Quadcopter-FPV-Drohne für private und kommerzielle Luftbildfotografie und Videografie, hergestellt vom chinesischen Technologieunternehmen DJI. Sie wurde als Nachfolger der DJI FPV entwickelt und ist Vorgängermodell der DJI Avata 2.

## Design und Entwicklung
Modellnummer QF2W4K
Die Avata wurde im August 2022 zusammen mit der neuen FPV-Brille Goggles 2 vorgestellt. Sie gilt als Nachfolger der DJI FPV, ist jedoch weniger für das Fotografieren oder Filmen ausgelegt, sondern mehr für eine hohe Manövrierfähigkeit.
Sie verfügt über eine 1/1,7" CMOS-Ultraweitwinkelkamera auf einem 1-Achs-Gimbal. Die Bilddaten werden mittels OcuSync 3+ wahlweise zu Brille oder Fernsteuerung übertragen, was eine Reichweite von bis zu 10 Kilometern ermöglicht. Der interne Speicher von 20 GB lässt sich mittels SD-Karte erweitern.

## Technische Daten
Quelle: Website des Herstellers
|                           | DJI Avata              |
| UAS-Klasse                | ohne Klassifizierung   |
| Einführungsjahr           | 2022                   |
| Startmasse                | 410 g                  |
| Maße (ohne Propeller)     | 180 × 180 × 80 mm      |
| max. Flugzeit             | 18 Minuten             |
| Hindernisvermeidung       | Abwärts                |
| max. Flughöhe (N.N)       | 5000 m                 |
| max. Reichweite           | 10 km (FCC) 6 km (CE)  |
| max. Steiggeschwindigkeit | 6 m/s                  |
| max. Sinkgeschwindigkeit  | 6 m/s                  |
| Windwiderstand            | 10,7 m/s               |
| max. Geschwindigkeit      | 27 m/s                 |
| max. Fotoauflösung        | 12 MP                  |
| max. Videoauflösung       | 4K/60 fps              |
| Bildsensor                | 1/1,17″ CMOS           |
| Objektiv                  | 12,7 mm                |
| Sichtfeld                 | 155°                   |
| Blende                    | f/2.8                  |
| Zoom                      | ohne                   |
| Gimbal                    | 1-Achsen               |
| ISO Foto                  | 100 – 25600            |
| ISO Video                 | 100 – 25600            |
| Verschlusszeit            | 1/50s – 1/8000 s       |
| Max. Video Bitrate        | 150 Mbit/s             |
| Fotoformat                | JPEG                   |
| Videoformat               | MP4                    |
| Akku-Art                  | Li-Ion                 |
| Akku                      | 2420 mAh               |
| Positionsbestimmung       | GPS + Galileo + BeiDou |
| Übertragungssystem        | OcuSync 3+             |
| Interner Speicher         | 20 GB                  |
| Betriebstemperatur        | −10 bis 40 °C          |